# Абелевская премия
Абелевская премия (англ. Abel Prize) — премия по математике, названная так в честь норвежского математика Нильса Хенрика Абеля. Основана правительством Норвегии в 2002 году, и, начиная с 2003 года, ежегодно присуждается выдающимся математикам современности. Денежный размер премии сопоставим с размером Нобелевской премии и составляет по состоянию на 2024 год 7,5 млн норвежских крон (€632 500 или $730 300).
Премия быстро получила репутацию «Нобелевской премии по математике», став одной из самых престижных наград в области математики. Целью учредителей этой премии было не только поощрение математиков с мировым именем, но и широкая реклама и популяризация современной математики, в особенности, среди молодёжи. По традиции, Норвежское математическое общество в рамках недели Премии Абеля устраивает в Университете Осло Абелевские лекции, одним из докладчиков на которых является новый лауреат. Премия Абеля дополняет гуманитарную Премию Хольберга.

## История
Незадолго до своей смерти норвежский математик Софус Ли, узнав, что Альфред Нобель не планирует присуждать свою премию в области математики, предложил учредить Абелевскую премию. Предполагалось, что первое вручение премии состоится в 1902 году в рамках празднования 100-летия со дня рождения Абеля. Финансировать премию собирался король Норвегии Оскар II. Статус премии и правила награждения составили норвежские математики Людвиг Силов и Карл Стёрмер. После смерти Ли процесс учреждения премии застопорился, а распад союза между Швецией и Норвегией в 1905 году прервал первую попытку создания Абелевской премии.
В конце XX — начале XXI века интерес к концепции премии для выдающихся математиков современности вырос, что привело к созданию рабочей группы по разработке предложений, которые были представлены премьер-министру Норвегии в мае 2001 года. В августе 2001 года правительство Норвегии объявило, что начнёт вручать Абелевскую премию начиная с 2002 года, когда будет отмечено двухсотлетие со дня рождения Абеля. На самом деле первая премия была присуждена годом позже, в 2003 году. В 2001 году правительство Норвегии приняло решение выделить 200 млн крон (около $23 млн) для первоначального финансирования Премии Абеля. 1 января 2002 года был создан Мемориальный фонд Нильса Хенрика Абеля (англ. Niels Henrik Abel Memorial Fund). Впервые премия была вручена 3 июня 2003 года.
В 2010 году была выпущена книга The Abel Prize 2003—2007, включившую исследования лауреатов Абелевской премии. Планируется, что подобные книги будут выходить раз в пять лет. Начиная с 2010 года Норвежская академия наук и литературы вместе с Институтом математики и её приложений (англ. Institute for Mathematics and its Applications) проводят ежегодные Абелевские конференции (англ. Abel Conference).
Лауреат 2015 года — Джон Нэш — стал первым человеком, получившим и Абелевскую, и Нобелевскую премии; в 2019 году награда впервые была присуждена женщине — Карен Уленбек.

## Отбор кандидатов
Лауреата Премии Абеля раз в год определяет Норвежская академия наук и литературы (норв. Det Norske Videnskaps-Akademi, DNVA) на основании рекомендации, предоставленной международным комитетом из пяти математиков. Члены комитета ежегодно назначаются Норвежской академией наук и литературы на основании списков претендентов, составляемых Международным математическим союзом и Европейским математическим обществом. На 2017 год возглавлял комитет профессор института математики Университета Осло Джон Рогнес. Объявляет нового обладателя премии и вручает её Норвежская академия наук и литературы. Церемония вручения премии проходит в Атриуме юридического факультета Университета Осло, в том самом месте, где с 1947 по 1989 год вручалась Нобелевская премия мира.